# 張埈龍
張埈龍（：／ Jang Jun-yong，1966年4月9日—），是大韓民國政治人物，第38任釜山廣域市東萊區區廳長。

## 選舉
是韓國商人和政治家。黨籍是國民力量。
在2022年6月1日舉行的東萊區區廳長選舉電視辯論中，當時謀求連任候選人共同民主的金雨龍被問及財務獨立問題，未能使滿意，最終給張埈龍爭取了機會，成功當選。